# First Day of My Life
First Day of My Life – trzeci singel, z piątego albumu fińskiego zespołu The Rasmus – Dead Letters.

## Lista utworów
Wersja oryginalna (2003)
1. „First Day of My Life” – 3:44
2. The „First Day of My Life” music video as MPEG

UK edition (2004)
1. „First Day of My Life” – 3:44
2. „Guilty” [live]
3. „Since You’ve Been Gone”
4. The „First Day of My Life” music video as MPEG

## Pozycje na listach
| Lista przebojów | Najwyższa pozycja |
| --------------- | ----------------- |
| Finlandia       | 4                 |
| Izrael          | 4                 |
| Szwecja         | 31                |
| UK              | 50                |
| Włochy          | 12                |